# 포트 스탠리 공항

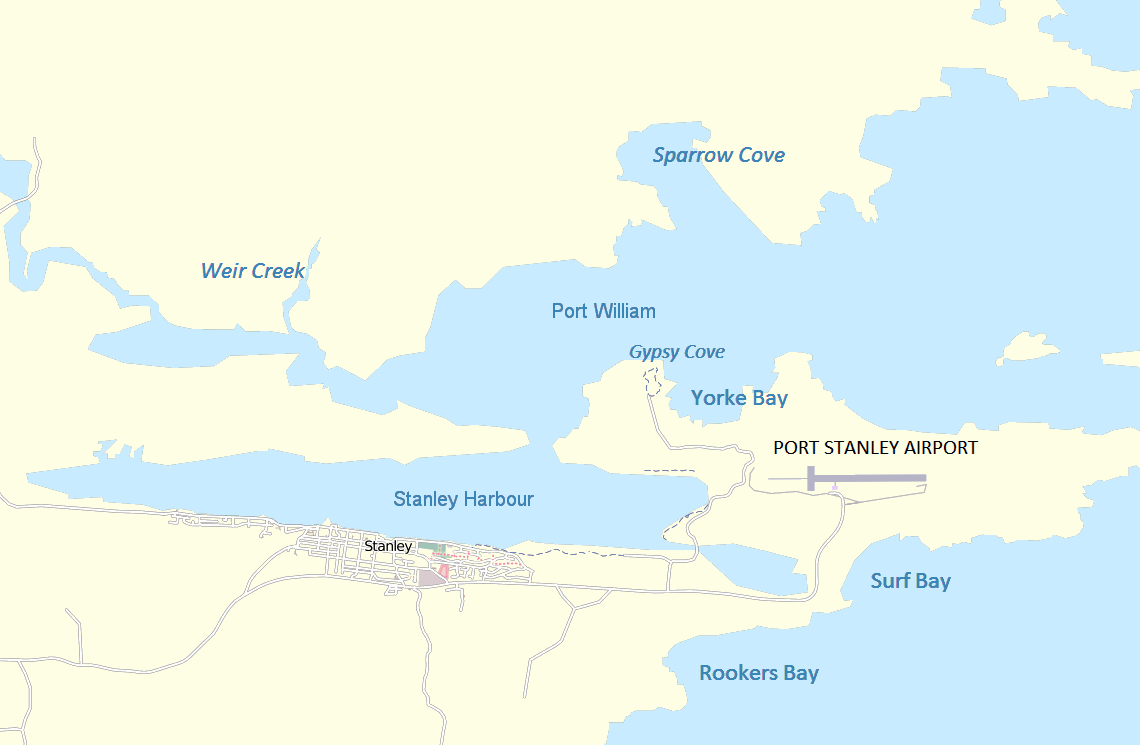
공항 및 주변 지역을 보여주는 지도.

포트 스탠리 공항(Port Stanley Airport, IATA: PSY, ICAO: SFAL)은 단순히 스탠리 공항으로도 알려져 있으며, 포클랜드 제도의 작은 민간 공항으로, 수도인 스탠리에서 two 마일 (3 킬로미터) 떨어져 있다. 이 공항은 포클랜드 제도에서 포장된 활주로를 가진 유일한 민간 공항이다. 그러나 스탠리 서쪽에 위치한 군사 공군기지인 마운트플레전트 공군기지는 광폭동체 항공기를 취급할 수 있는 긴 활주로를 가지고 있으며, 영국 국방부 (MoD)의 사전 허가에 따라 민간 항공편을 허용하기 때문에 이 제도의 주요 국제공항 역할을 한다. 포트 스탠리 공항은 포클랜드 제도 정부 소유이며, 포클랜드 제도 정부 항공 서비스 (일반적으로 줄여서 FIGAS로 알려짐)에서 운영하며, 제도 내 항공편과 포클랜드 제도와 남극 간의 항공편에 사용된다. 이 공항은 두 개의 아스팔트 포장 활주로를 가지고 있으며, 주 활주로 09/27은 918 by 19 미터 (3,012 by 62 피트)이고, 보조 활주로 18/36은 338 미터 (1,109 피트) 길이이다.

## 역사
1972년 이전에는 포클랜드 제도에 포장된 (밀봉된) 활주로를 가진 공항이 없었고, 섬으로의 모든 승객 이동은 보트를 통해 이루어져야 했다. 그러나 1970년대 초, 포클랜드 제도 회사는 우루과이 몬테비데오로 가는 월간 보급선을 철회하기로 결정하여 남아메리카 본토로의 항공 연결의 필요성이 증가했다.
1971년, 아르헨티나 공군은 LADE가 운영하는 그러먼 HU-16B 알바트로스 항공기로 코모도로리바다비아에서 수륙양용 비행을 시작하면서 섬의 고립을 깨뜨렸다.
1973년, 영국 (UK)은 아르헨티나와 통신 협정을 체결하여 섬에 비행장 건설 자금을 지원했다. 이번에는 포커 F-28 쌍발 제트기로 코모도로리바다비아에서 다시 비행이 이루어졌다. 이 서비스는 1982년까지 유지되었으며, 섬으로의 유일한 연결편이었다. 처음에는 이 비행기들이 포트 스탠리 동쪽 끝에 있는 후커스 포인트의 임시 비행장에 착륙했으며, 활주로는 마스턴 매트 (천공 강판 또는 PSP로도 알려짐)로 건설되었다. 이 상황은 1978년까지 계속되었는데, 폭풍이 PSP 활주로의 넓은 지역을 찢어내어 사용할 수 없게 만들었다. 그러나 이때는 영구적인 해결책이 마련되었고, 1979년 5월 1일 비비안 푸크스 경이 펨브로크 곶에 4,000-피트 (1,200 m) 포장 활주로를 갖춘 새 공항을 개장했다. 이 공항은 즉시 브리튼-노먼 아일랜더와 드 해빌랜드 캐나다 DHC-2 비버를 가진 포클랜드 제도 정부 항공 서비스 (FIGAS)의 본거지가 되었다.

### 포클랜드 전쟁
1982년 포클랜드 전쟁 중에 침공한 아르헨티나군은 포트 스탠리 공항을 점령했다. 아르헨티나 공군은 활주로가 상대적으로 짧고 영국의 공격 위험 때문에 가장 발전된 전투기를 기지에 배치할 수 없었다. 그러나 여러 공군 FMA IA 58 푸카라와 아르헨티나 해군의 아에르마키 MB-339, T-34 멘토는 근접항공지원 및 항공 정찰을 위해 이 공항에 기지를 두었다. 푸카라들은 영국 육군에 배치되어 웨스트랜드 스카우트를 격추했고, 아에르마키들은 영국 왕립 해군에 배치되었다.
1982년 5월 1일, 영국 왕립 공군 (RAF)은 블랙 벅 작전으로 공항을 폭격했고, 여러 차례 추가 공습이 탑재된 시 해리어에 의해 수행되었다. 분쟁 내내 공항 시설은 237개의 폭탄, 배치된 영국 왕립 해군 함정의 1,200개 포탄, 16개의 미사일로 공격받았다. 두 번의 블랙 벅 임무에서 투하된 마흔두 개의 1,000 파운드 (450 킬로그램) 폭탄은 오늘날에도 공항의 위성 사진에서 여전히 볼 수 있는 이중 분화구 열을 남겼다. 그러나 이러한 공격 중 어느 것도 비행장을 완전히 무력화시키지 못했고, 심지어 두 번의 블랙 벅 공습 모두 활주로에 단 한 번의 직격탄만 성공하여 48시간 이내에 록히드 C-130 허큘리스, 록히드 L-188 일렉트라, 그리고 포커 F-28 수송기가 야간 보급 비행을 재개할 수 있을 만큼 충분히 수리되었다. 이 비행기들은 분쟁이 끝날 때까지 보급품, 무기, 차량, 연료를 계속해서 가져왔고, 부상자를 공중으로 수송했다. 아르헨티나군은 낮 동안 활주로를 흙더미로 덮어 비행장 상태에 대해 영국군을 오도하려고 시도했다. 사실 영국군은 C-130 비행기가 계속해서 비행장을 사용하고 있다는 것을 잘 알고 있었고, 이러한 비행을 저지하려 시도하여 6월 1일에 C-130 한 대를 잃었으나, 이는 보급 임무에 관여하지 않았다.
전쟁 중 아르헨티나군은 또한 공항 북쪽의 요크 만과 남동쪽의 서프/루커리 만에 최소금속 지뢰를 심하게 매설했다. 영국군이 동포클랜드섬 동해안에 수륙양용 상륙을 시도하여 비행장과 스탠리를 한꺼번에 빠르게 탈환할 것이라고 가정했기 때문이다. 그러나 영국군이 대신 동포클랜드섬 서해안의 산카를로스에 상륙하여 스탠리 쪽으로 육로 공격을 선택하면서 이러한 지뢰밭은 불필요한 것으로 판명되었다. 포트 스탠리 공항 주변의 해변은 전쟁 후에도 오랫동안 지뢰가 심하게 매설되어 있었는데, 이는 끊임없이 이동하는 사구와 위협받는 마젤란펭귄 번식지에 미칠 방해 때문에 지뢰 제거가 비실용적이라고 판단되었기 때문이다. 마젤란펭귄은 해변에서 계속 번성하고 있었는데, 지뢰를 작동시키기에는 너무 가벼웠다. 그러나 영국은 오타와 협약을 준수하기 위해 2009년에 결국 지뢰 제거 작전을 시작했다. 2020년 11월 14일, 섬은 지뢰가 없는 것으로 선언되었다.

### 분쟁 후
전쟁 후, 영국 왕립 공군 (RAF)은 포클랜드 제도에 남아 공항을 인수하여 RAF 스탠리로 이름을 변경했다. 분쟁 직후, 섬과 수비대의 방공은 RAF 스탠리에 주둔한 왕립 해군 시 해리어 FRS.1과 RAF 해리어 GR.3에 의해 수행되었고, 순찰 중인 항공모함 HMS 인빈서블에서도 지원되었다. 활주로는 6,100 피트 (1,900 미터)로 확장되었고, 알루미늄 판금으로 포장되었으며, 어레스팅 장비가 설치되어 RAF F-4M 팬텀 전투기, 초기에는 RAF 제29비행대의 일부 전투기가 방공을 위해 섬에 주둔할 수 있게 했다. 이 부대는 1983년 후반까지 'PhanDet'으로 알려졌는데, 이때 영국 내 RAF 제23비행대의 축소와 그 결과 RAF 와티샴에서 RAF 스탠리 부대로 '이름판'이 이전되면서 분견대가 비행대 지위를 획득했다. 해리어 분견대는 제1453비행대로 이름이 변경되었고, 과도한 측풍이 발생할 경우 예비 방공을 제공하기 위해 RAF 스탠리에 남아 있다가 1985년에 마운트플레전트 공군기지가 개장되었다. 또한 RAF 스탠리에 주둔한 제1312비행대의 장거리 록히드 C-130 허큘리스 수송기는 팬텀 전투기에 대한 급유 지원과 현지 (사우스조지아) 임무를 위한 수송을 제공했다. 이 공항은 마운트플레전트 공군기지가 운영될 때까지 어센션섬에서 병력, 화물 및 기타 필수품을 위한 '항공 다리'의 C-130에도 사용되었다.
1985년, 마운트플레전트 공군기지가 개장되었고, 1986년 4월, 포트 스탠리 공항은 민간 사용으로 돌아왔다. 임시 알루미늄 판금 활주로 확장은 제거되어 주 활주로 09/27이 현재 길이와 폭인 918 by 19 미터 (3,012 by 62 피트)로 축소되었다. 비록 1990년대 초 아에로비아스 DAP 지역 항공사가 칠레발 항공편을 이 공항에 사용했지만, 대부분의 경우 개장 이후 마운트플레전트 공군기지가 외부 서비스를 담당했다.

## 현재 상태
스탠리 공항은 국내선 항공편에 사용되며 남극의 영국 기지들과 연결된다. 포클랜드 제도 정부 항공 서비스 (FIGAS)는 5대의 브리튼-노먼 BN-2B 아일랜더 고정익 항공기로 공항에서 포클랜드 제도 내 국내선 항공편을 운항한다. 영국 남극 조사단은 남극의 로데라 기지로 가는 대륙간 항공편에 이 공항을 사용한다.
브리스토 헬리콥터는 이전에 스탠리 공항에서 세 대의 시코르스키 S-92 헬리콥터를 운용했는데, 두 대는 탐사 시추 플랫폼으로 석유 시추 노동자를 수송하기 위해 북포클랜드 분지에, 다른 한 대는 탐색 구조 (SAR) 헬리콥터로 사용되었다. 가끔 한 대의 항공기는 스탠리 공항의 공간 부족으로 마운트플레전트 공군기지에 기지를 두기도 했다. 2015년에 브리스토는 스탠리 공항에 세 대의 S-92 헬리콥터를 수용하기 위한 새로운 BVE 헬리콥터 격납고를 추가했다. RUBB UK가 설계하고 건설한 이 격납고는 헬리콥터의 정비, 유지 및 보관뿐만 아니라 SAR 작전 및 훈련을 지원하는 데 사용된다.

## 목적지

### FIGAS
동포클랜드섬
- 블리커섬
- 다윈
- 더글러스 스테이션
- 조지섬
- 라이블리섬
- 마운트플레전트
- 노스암
- 포트 산 카를로스
- 살바도르
- 산카를로스
- 시 라이온 섬
- 스피드웰섬
- 워커 크릭

서포클랜드섬
- 카카스섬
- 샤르트르
- 더노스 헤드
- 폭스 베이
- 힐 코브
- 페블섬
- 포트 앨버말
- 포트 에드거
- 포트 하워드
- 포트 스티븐스
- 로이 코브
- 사운더스섬
- 웨델섬

### BAS
- 로데라, 영국령 남극 지역[12]

## =인용
1. ↑  “Airport information and maps for Port Stanley Airport”. 《AirCalculator.com》. 2024. 2024년 8월 18일에 확인함.
2. 1 2 3  (영어) 포트 스탠리 공항 - SkyVector
3. ↑  (영어) 포트 스탠리 공항 - Great Circle Mapper
4. 1 2  “Falkland Islands info portal - History Articles”. 《Falklands.info》. 2008년 9월 27일에 원본 문서에서 보존된 문서. 2009년 4월 29일에 확인함.
5. ↑  Commodore Ruben Oscar Moro (2000). 《La Guerra Inaudita》. ISBN 987-96007-3-8.
6. ↑  “The Avro Vulcan and the Black Buck raids”. Britain's Small Wars. 2007년 5월 28일에 원본 문서에서 보존된 문서.
7. ↑  Morgan, David (2006). 《Hostile Skies》. 런던, England: Orion Books Limited. ISBN 978-0-7538-2199-2.
8. ↑  Ward (1992), p. 302
9. ↑  “One of their aircraft is missing: Argentine aircraft losses”. Britain's Small Wars. 2009년 11월 7일에 원본 문서에서 보존된 문서.
10. ↑  “Falkland islanders celebrate being landmine free - after nearly 40 years”. 《BBC.co.uk》 (BBC 뉴스). 2020년 11월 14일. 2021년 1월 26일에 확인함.
11. ↑  Horseman, Martin, 편집. (February 1983). “RAF Phantoms deployed to Falklands”. 《Armed Forces》 (셰퍼턴, England: Ian Allan Publishing). 46쪽. ISSN 0142-4696.
12. 1 2  “Aircraft in Antarctica”. 《Antarctica.ac.uk》. 영국 남극 조사단. 2008년 1월 29일에 원본 문서에서 보존된 문서.
13. ↑  “Bristow adds new hangar to support Falklands' oil and gas industry”. 《MercoPress.com》. 2015년 10월 19일. 2023년 7월 9일에 확인함.
14. 1 2  “FIGAS (Falkland Islands Government Air Service) - visitor information”. 《FalklandIslands.com》.

### 참고 문헌
- Commodore Ruben Oscar Moro (2000). 《La Guerra Inaudita》. ISBN 987-96007-3-8.
- Ward, 'Sharkey' (1992). 《Sea Harrier over the Falklands》. 오리온 북스. ISBN 1-85797-102-7.
- White, Rowland (2006). 《Vulcan 607》. 밴텀 프레스. ISBN 0-593-05391-5.